# 環境政策
環境政策（environmental policy）是組織或政府對涉及環境問題的法律、規定和其他政策機制之承諾。這些議題通常包括空氣污染和水污染、廢棄物管理、生態系統管理、生物多樣性維護、自然資源管理、野生動物和瀕危物種之管理。
例如，在環境政策方面，可以制定全球範圍內的生態能源導向政策，以應對全球暖化和氣候變化等問題。以及關於能源或毒物管理政策，其包含農藥和許多類型的工業廢料，也都是環境政策的一部分。上述政策可以被有意地採取來影響人類活動，並防止對生態環境和自然資源產生不良影響，並確保環境變化不會對人類產生難以接受的影響。

## 定義
描述環境政策的一種方式是它包括兩個主要術語：環境和政策。環境指的是物理生態系統，但也可以考慮社會層面（生活質量、健康）和經濟層面（資源管理、生物多樣性）。政策可以定義為政府、政黨、企業或個人採取或提出的“行動方針或原則”。 因此，環境政策往往專注於由人類對環境的影響引起的問題，這對人類社會很重要，因為它對人類價值產生（負面的）影響。這些人類價值通常被標籤為良好健康或“乾淨和綠色”的環境。在實踐中，政策分析師向公眾決策過程提供各種類型的信息。
環境政策的概念首次在1960年代被使用，以承認所有環境問題，如環境本身一樣，是相互關聯的。有效解決環境問題（如空氣、水和土壤污染）需要查看它們之間的關聯以及根本和共同的來源，以及解決特定問題的政策如何對其他問題和政策產生溢出效應。因此，“環境”成為公共政策的焦點，環境政策成為指稱更或多或少全面解決環境問題方式的術語。
環境政策通常涉及（但不限於）環境問題，包括空氣和水污染、廢物管理、生態系統管理、生物多樣性保護、自然資源保護、野生動物和瀕危物種的保護，以及為未來世代管理這些自然資源。相對較近期，環境政策也關注了環境問題的傳播。 環境政策通常涉及環境的三個維度之一：生態（例如，旨在保護特定物種或自然區域的政策）、資源（例如，與能源、土地、水相關的政策）和人類環境（由人類修改或塑造的環境，例如城市規劃、污染）。
與環境政策相反，生態政策解決的問題侧重於從非人類生態世界中獲得利益（無論是金錢還是非金錢的）。生態政策的廣泛範疇包括自然資源管理（漁業、林業、野生動植物、牧場、生物多樣性和瀕危物種）。這個專門領域的政策具有其獨特的特點。

## 理據
根據環境歷史學家的記錄，人類社會經常對其環境產生影響，對自身和其他自然元素都造成了不良影響。對於未能（及時）認識和解決這些問題，是導致社會衰落和崩潰的因素之一。 即使特定的環境問題如土壤侵蝕、資源匱乏、空氣和水污染從19世紀開始逐漸引起關注並受到政府監管，但這些問題被視為獨立問題並得到解決。 在20世紀60年代和70年代初期，第一波環保主義興起，對這種反應性和片段化方法的缺陷日益受到認可。這反映在許多國家建立了環境機構、政策和立法，旨在採取更全面和整合的環境問題處理方法。 1972年，在聯合國人類環境會議上也承認了國際層面對此的需求，這促成了聯合國環境署的成立。 因此，日益增長的環境意識和關注成為政府採取環境政策和機構的主要理據。環境保護成為公共政策的焦點。
環境政策的這種理據比基於經濟理論的一些解釋更廣泛。政府介入環境的理據常被歸因於市場失靈，表現為超出一個人控制範圍的力量，包括搭便車問題和公地悲劇。外部性的一個例子是，當工廠產生水污染廢物時，可能會排放到河流中，最終污染水源。這樣做的成本由整個社會支付，因為他們必須清潔水源才能飲用，這些成本不在污染者的成本範圍內。自由騎手問題發生在保護環境的私人邊際成本大於私人邊際利益，但社會邊際成本小於社會邊際利益的情況下。共有資源的悲劇是指因為沒有人擁有共有資源，每個人都有動機盡可能利用這些資源。如果沒有政府介入，共有資源會被過度使用。共有資源悲劇的例子包括過度捕撈和過度放牧。
對於環境政策的“市場失靈”理念受到批評，因為它對人類行為的驅動因素有著隱含的假設，認為社會只是由一群自私“效用最大化”的個人組成。 正如伊莉諾·歐斯壯所示，這並不得到關於社會如何實際做出資源決策的證據支持。市場失效理論還假定“市場”在集體決策中應該擁有或應該優先於政府的地位，這是一種意識形態立場，受到了卡尔·波兰尼的挑戰，他的歷史分析顯示了自我調節市場的觀念是如何在政治上被創造的，並主張“這樣一個機構在任何一段時間內都無法存在，而不消滅社會的人文和自然本質。”
相比之下，生態經濟學家認為，經濟政策應該在承認生物物理現實的理論框架內制定。經濟系統是生物物理環境系統的一個子系統，人類和其他物種依賴於此來維持其福祉和生存。 許多環境政策分析家也認識到，將環境政策建立在生態原則上的必要性，有時在生態合理性和/或環境整合的標籤下進行。 從這個角度來看，政治、經濟和其他制度以及政策需要“綠化”，以使其在生態上合理。

## 非政府組織的角色
非政府組織對環境政策影響最大。至今，許多國家面臨快速人口增長、發展和自然資源限制所帶來的巨大環境、社會和經濟影響。隨著非政府組織試圖更成功地幫助國家應對這些問題，對其在公民社會中的角色缺乏理解，以及公眾認為僅靠政府負責公民和居民的福祉，使得非政府組織的任務更加困難。
非政府組織，如綠色和平和世界自然基金會，可以通過進行研究促進政策制定、建立制度化能力，以及促進與公民社會的獨立對話來幫助解決問題，幫助人們過上更永續的生活方式。隨著環境問題不斷增加，需要一個法律框架來承認非政府組織並使它們能夠獲得更多元化的資金來源，需要來自當地領袖的高層支持/認可，並將非政府組織納入政策制定和執行之中變得更加重要。
國際組織也通過創建聯合國環境規劃署等計劃和舉辦聯合國地球高峰會等會議對環境政策產生了巨大影響。聯合國環境規劃署是全球主要的環境權威，負責指導環境計劃的政策。該組織監控廢物管理、能源利用、溫室氣體清單和水利用等環境方面，以促進環境可持續性和應對環境問題。

## 領域學術機構

### 臺灣
- 國立東華大學環境政策研究所[40]

### 英國
- 倫敦帝國理工學院環境政策中心[41]

### 美國
- 史丹佛大學杜爾永續發展學院社會科學部全球環境政策組[42]
- 加州大學柏克萊分校環境公共政策中心[43]
- 耶魯大學環境法律與政策中心[44]
- 普林斯頓大學能源與環境政策研究中心[45]